# Olga David
Olga David (* 9. Dezember 1968 in Bijsk) ist eine russische Malerin und Architektin. Seit 1997 lebt und arbeitet sie in Deutschland, seit 2003 in Landau in der Pfalz.

## Leben und Werk
Von 1981 bis 1986 besuchte Olga David die Alexander Alexandrowitsch Kisseljow Kunstschule in Tuapse, eine Spezialschule für künstlerisch begabte Kinder. Sie beendete dort ihre Ausbildung mit einem Diplom in Tafelmalerei. Sie nahm Unterricht bei Oleg Leschtschuk (russ. Олег Павлович Лещук). Ihre ersten Einzelausstellungen hatte sie seit dem Alter von 15 Jahren.
1986 begann sie ihr Studium am Rostower Institut für Architektur (heute Südliche Föderale Universität Rostower Staatlichen Akademie für Architektur und Kunst) und schloss 1991 mit einem Diplom in Architektur ab. Nach dem Studium arbeitete sie bis 2000 als Architektin in Tuapse. Während des Architekturstudiums vertiefte sie ihre grafischen Fähigkeiten in der Grafikabteilung.
Nach ihrem Umzug nach Deutschland verlegte sie ihren Schwerpunkt auf die Malerei und ist seit 2004 als freischaffende Künstlerin tätig. Ab 2014 begann eine aktive Ausstellungsphase. Ihre Werke werden regelmäßig in Einzel- und Gruppenausstellungen in Deutschland und Europa sowie auf internationalen Kunstmessen ausgestellt.
Ihr künstlerisches Werk umfasst Porträtkunst, abstrakte und figurative Malerei und Corporate Art. In letzter Zeit kommen vermehrt Landschaften hinzu. Olga David verwendet hauptsächlich Acrylfarben, fügt ihren Kompositionen aber auch Sprühfarbe und stellenweise Blattgold hinzu. Spiel von Licht und Schatten und dessen Auswirkung auf ihre Motive, inspiriert sie am meisten. Ein wiederkehrendes Motiv in ihren Gemälden ist Wasser, durch das Licht hindurchbricht und in dem sich die Gegenstände spiegeln.
Zu ihren Kunden in Corporate Art zählen John Deere GmbH, DZ-Bank, Paydirekt GmbH, European Aluminium Foil Association (EAFA), WGZ-Bank, Landratsamt Rastatt.
In den Jahren 2016 und 2017 veröffentlichte die Zeitschrift Palette drei Artikel zu den Schwerpunkten von Davids Arbeit: „Segmentmalerei“, „Porträtmalerei“ und „Künstlerporträt“. Im Jahr 2020 folgte eine internationale Präsentation in dem Lifestyle-Magazin Discover Germany mit einem Artikel „Olga David für Individualität in den Geschäftsräumen“ über ihre corporate art.
Seit März 2022 hat Olga David ihr Atelier in Räumlichkeiten der Werner Brand Kunststiftung in Hochstadt bei Landau und ist Mitglied des Stiftungsbeirats.
David ist Mitglied im BBK Karlsruhe (Berufsverband Bildender Künstler Karlsruhe), in der Vereinigung russischer Künstler (russ. Профессиональный союз художников России) 
und Ehrenmitglied und Preisträger der International Academy of Contemporary Arts (IACA)

## Ausstellungen (Auswahl)
Einzelausstellungen:
- 2015: Akazie die Galerie, Bad Windsheim[6]
- 2016: Galerie m beck | Homburg
- 2019: Galerie „Die Werkstatt“, Erfweiler
- 2019: Rathaus Rülzheim
- 2021: St. Andrew church Valletta, Malta
- 2023: "Imagine" Rathaus, Weingarten Baden
- 2024: Jubiläumsausstellung, Werner Brand Kunststiftung, Hochstadt

Gruppenausstellungen:
- 2010–2015: Galerie Abstrakte Momente, Dresden
- 2014+2015: Kunstmesse in Musée les Mineurs, Frankreich[7]
- 2015: Salon d’Ete 15, Lausanne
- 2016: Arte-Binningen, Basel
- 2016: artig Kunstpreis, Galerie Kunstreich, Kempten, Allgäu[8]
- 2016: Künstler Galerie, Messe Stuttgart
- 2016: „visuelle Synapsen“, München, Quiddezentrum
- 2016: Orangerie, Schwetzingen Schloss
- 2016: Art-Innsbruck[9]
- 2017: Stadtgalerie Karlovy Vary, Tschechien
- 2017: Art Museum Sochi, Russland
- 2017: Wasserschloss, Bad Rappenau
- 2018: Altes Dampfbad, Baden-Baden
- 2018: Art Shopping, Carrousel du Louvre Paris
- 2018: Kreishaus Südliche Weinstraße, Landau
- 2018: Stricoff Galerie in Chelsea, New York
- 2018: Partner Port Walldorf
- 2018+2019: Badischer Kunstverein, Karlsruhe
- 2019: Art Plus Shanghai, Shanghai World Expo Center, China[10]
- 2019: Haus des Gastes, Bad Bergzabern
- 2020: Art Gallery am Stadtplatz, Bad Dürkheim
- 2021: PAIR – Realisten am Oberrhein, Villa Berberich, Bad Säckingen[11]
- 2022: Kulturzentrum „Altes Kaufhaus“, Landau
- 2022: Lions Kunsttage, Deutsches Straßenmuseum, Germersheim
- 2022: Arte-Binningen, Schweiz

## Auszeichnungen/Förderungen
- Kunstpreis Tuttoarte[12]
- Goldmedaille des Art Excellence Awards, Moskau, Russland 2021[13]
- Ehrenmitglied der International Academy of Contemporary Arts (IACA), 2021
- Projektstipendium Stiftung Rheinland-Pfalz für Kultur, „6 Punkte für die Kultur“ 2021[14]
- Projektförderung BBK-Bundesverband 2021
- Projektförderung Bezirksverband-Pfalz 2022[15]

## Werke
- Repertoire und formgebende Inspiration einer modernen Ästhetik. In: Artprofil Magazin Nr. 133, 2019, S. 50,51

## Publikationen
- 2016: Art-Innsbruck 2016 Katalog zur Ausstellung, Österreich Januar 2016, S. 154–155
- 2017: Internationale Kunst Heute, IKH-Publishing, Deutschland[16]
- 2017: Zeitschrift Palette&Zeichenstift palette-verlag, Deutschland
- 2018: Ulrich Goette Himmelblau (Editor): Himmelblau - art compass : a comprehensive list of approved living fine artists. Art Domain Whois Verlag, Quedlinburg 2018, Deutschland, ISBN 978-3-9817701-4-8
- 2018	Leipziger Universitätsverlag - Geldkulturerbe. 300 Jahre Münzsammlung der UB Leipzig
- 2018	Verlag: ARTBOX.GROUPS GmbH - Katalog: Olga David – painting drawing graphic
- 2019	Art Profil Magazin für Kunst
- 2020  Marilena Stracke: Olga David: Für Individualität in den Geschäftsräumen. Discover Germany.[17]
- 2021	PAIR Künstlervereinigung - Jubiläumsbuch PAIR
- 2024 "Linienpfad und Farbfaden" zur Jubiläumsausstellung, ISBN 978-3-00-079717-0